# 積分サークル
積分サークル（せきぶんサークル）は、大阪大学の卒業生から構成される日本のYouTuber。はなおでんがんのはなおにより設立された。数学や理系ネタを題材とした動画を主に投稿している。メインチャンネル「積分サークル」、およびサブチャンネルの「積サーの蔵」を運営している。

## 内容
積分の解きやすい24時間の時間帯を調査する、素数点を取るまでカラオケを続ける、実際に受験問題やそれを模倣した問題を解くなど、数学などの理系科目を題材にした動画を公開している。ただしそれらに終始せず、バーベキューで野菜しか焼かないドッキリを行うなど、直接的に理系分野と結びつかない動画も公開している。メンバーとの活動は多くが動画の企画になるため、飲み会などのYouTubeと無関係の行事はないと語っている。
2018年には積分サークルの会員が高校生に授業をし、その様子を公開する『積塾』を開設した。
母体となったはなおでんがんチャンネルとの共同撮影動画も公開されている。例えば、UUUMを退所したはなおでんがんから還元された広告収入100万円を予算とする買い物、寝落ちすると帰宅しなくてはならない宿泊行事、クイズに誤答すると帰宅を命じられる修学旅行などの動画を公開している。

## メンバー
大阪大学の元学生により構成されている。積分法を名前に持つが、その名前のイメージと反して文系のメンバーも在籍している。当初はYouTube上での活動を行っていなかったため、純粋に数学を好んで所属した学生が多数を占めていたが、後の代になって数学ではなくYouTube活動に興味を抱いて所属する学生が増えている。メンバーは動画の出演者と編集者に大きく分担される。
所属人数は2018年時点で20人以上、2025年時点で7人。脱退済みの者も含め、主なメンバーを以下に示す。

### 現在のメンバー
わが
経済学部経済・経営学科卒。大阪府立北野高等学校卒。大阪府出身。はなおでんがん解散後は、さるえると共に中心メンバーとして活動している。
さるえる
工学部電子情報工学科卒。数学の中では特に確率や場合の数などを得意としている。2024年10月26日の積分サークルの動画で初めて石川県出身だと明かした。分析や心理戦が得意。はなおでんがん解散後は、わがと共に中心メンバーとして活動している。また、現在は活動休止中だが2019年8月に「さるえるホールディングス」という個人チャンネルを開設した。
キム・ヒョジュン
理学部数学科卒。2018年度3回生。静岡県出身。2016年の入部テスト動画ではなおと出会い、積分サークルに入会。入部テストの動画にて「それは短歌ではないでしょうか」と発言し、その後キムを代表する言葉となった。アイドルの琴海りおのファン。マイナビのインタビューでは、パズルを解くような感覚を抱けるために数学が好きであるとコメントしている。
2020年の夏ごろに「チーム内で問題を起こした」として謹慎処分を受けたが、被害者の精神的なケアとプライバシーに配慮し詳細は明かされなかった。約2年後の2022年7月10日からYouTubeに復帰し、はなおでんがんおよび積分サークルでの活動を再開した。はなおでんがん解散前には、就職先が決定したことを明らかにしたが、2024年4月1日の積分サークルの動画で辞職していたことを明らかにした。
はしけん
基礎工学部電子物理科学科卒。2022年大学院修士課程修了。社会人をしながらYouTubeを続けている。また、はしけん家という個人チャンネルでゲーム実況を行なっている。2024年10月20日に積分サークルとはしけん家の動画で、大学時代から付き合っていた方と3月に結婚していたこと発表をした。大阪府出身。
たっつー
経済学部経済・経営学科卒。2022年大学院修士課程修了。社会人をしながらYouTubeを続けている。大阪府出身。
ゆうゆう
理学部化学科卒。院試には二回落ちている。社会人をしながらYouTubeを続けている。また、 旧メンバーのたかたか等とともにペラもりというチャンネルにも出演。奈良県出身。
るんとう
理学部物理学科。六甲学院中学校・高等学校卒。2019年度の物理学科のAO入試首位合格者である。2023年4月の動画で、カリフォルニア大学ロサンゼルス校の入学試験に合格し、現在はUCLAの日本人2人目の物理専攻生である。その中でもUCLAでの1年前期のGPA平均が4.0(オールA)だったらしい。

### 過去のメンバー
たかたか
大阪大学工学部中退。数学は苦手な人間が多い分、少しの勉強で優位に立てる点が好きであると語っている。ゆうゆう等とともにペラもりというチャンネルで活動している。
のえりん
外国語学部外国語学科フランス語専攻。2018年度1回生。文系であり、数学は嫌いであると主張している。西島隆弘のファン。
まるちゃん
医学部保健学科看護学専攻。2022年度4回生。学業に専念するため卒業。2024年の動画で、大学院に進んだことが明らかになっている。
おってぃー
理学部化学科卒。2022年度大学院1回生。岡山県出身。大学院での研究や就職活動に専念するため、2023年5月12日をもって、積分サークルを卒業した。
ぴろまる
理学部生物科学科卒。2022年度3回生。奈良県出身。ポンコツキャラだが、センター生物満点阪大生物8割を取り生物科学科4位合格で入学している。数学が苦手のようである。2021年に個人チャンネルを開設し、同年3月までにチャンネル登録者数11.8万人を達成。同期間中の新チャンネル登録者数で12位を記録した（現在は全動画が非公開になっている）。2023年1月時点では2留1休。2024年3月30日をもって就職のため積分サークルを卒業した。
すん
理学部化学科卒。神奈川県出身。2022年から2年後就職予定。物理や化学の話題を豊富に持つ。WebメディアQuizKnockのファンで、特に伊沢拓司に憧れを抱いている。ただし、2019年のQuizKnockとの夏合宿のドッキリ企画で伊沢からQuizKnockへの移籍を打診された際には、はなおへの恩義を理由に拒否している。2024年3月30日をもって就職のため積分サークルを卒業した。しかし、これからも動画撮影に来ると表明している。

## 沿革
「日本一需要のないサークルを作る」として、2014年に当時学生であったはなおでんがんのはなおが大阪大学内に設立。そして2016年にYouTubeの企画としてはなおが入部テストを開催。これによりメンバーを増やし、2017年からはなおチャンネル（現はなおでんがん）の動画に出演を始めた。ただし動画が出る前は、キム曰く1年間一切活動していなかったらしい。2018年から個別のチャンネルを開設して独立した。同年中に大阪大学の学祭である「まちかね祭」でイベントを開催した。
2018年9月時点でチャンネル登録者数は10万人を超え、2019年4月時点で19万人を突破。2020年8月にはNHK Eテレ『沼にハマってきいてみた』にメンバーが出演し、スマートフォンやパソコンのビデオチャットを用いたリモート遊びを紹介した。
2021年9月、はなおの設立していたアパレルブランド「EDDEN ELLEN」のプロデュースのため関西コレクションに出演。はなおでんがんとの共演となった。関西コレクションには翌年3月にも出演した。
2023年1月19日、さるえるとわがの2名で積分サークルの弟分となる新しいサークルを設立することを公表。当該団体の加入条件にはYouTube活動に対するモチベーションが高いことや2023年入学の大阪大学の学生であることが挙げられた。その2日後である1月21日、大学入学共通テストが終了して出願が開始される時期に募集をかけたことに関し、2名は倍率の変動やそれに伴う受験生への精神的負担を挙げ、配慮が欠けていたと謝罪動画を公開した。そして4月に新入生を募集し、「7限レポート」を立ち上げるも、メンバー間での方向性の違いで2024年2月に解散した。